# 楊州郡
楊州郡（：／）是昔日朝鮮半島中部的一個郡，今位於韓國京畿道中北部，北鄰高陽郡，南鄰首爾市，是楊州市的前身。範圍包括今天的楊州市、首爾東北部（廣津區、蘆原區、道峰區、中浪區）、南楊州市、議政府市、東豆川市及九里市。
楊州之名源於今首爾江北地區漢陽郡的原名。當時楊州郡地區一帶稱為見州（견주）。高麗成宗二年（公元983年），初時設12牧，其中為楊州牧。 朝鮮王朝遷都漢陽後，除都城漢陽外，只有楊州郡被稱為楊州。
1466年實行面里制後，楊州牧轄下分為面和里。1895年後升格為楊州郡。1962年12月12日，楊州郡鄰近首爾一帶的蘆海面、九里面西部被編入至首爾特別市，1963年1月1日議政府邑同時亦升格為市。1980年4月1日，楊州郡南部的2邑6面分立為南楊州郡。由於人口增長，楊州郡於2003年10月19日升格為都農複合市，成立楊州市。

## 行政區域
日治朝鮮大正三年（1914年）的行政區域與現在的行政區域比較
| 1914年 | 1914年                                                                                                   | 現在              | 現在                                                                                          |
| 面     | 里 | 區·邑·面          | 洞·里                                                                                         |
| ------ | --- | ----------------- | --------------------------------------------------------------------------------------------- |
| 伊淡面 | 東豆川里、下蜂岩里、上蜂岩里、安興里、寶山里、葛山里、生淵里、光巖里、紙杏里、松內里                     | 東豆川市          | 東豆川洞、下蜂岩洞、上蜂岩洞、安興洞、寶山洞、葛山洞、生淵洞、光巖洞、紙杏洞、松內洞          |
| 隱縣面 | 上牌里                                                                                                   | 東豆川市          | 上牌洞                                                                                        |
| 隱縣面 | 下牌里、龍巖里、仙巖里、雲巖里、烽巖里、道下里                                                           | 楊州市 隱縣面     | 下牌里、龍巖里、仙巖里、雲巖里、烽巖里、道下里                                                |
| 廣積面 | 石隅里、德道里、孝村里、佳納里、廣石里、遇古里、比巖里                                                   | 楊州市 廣積面     | 石隅里、德道里、孝村里、佳納里、廣石里、遇古里、比巖里                                        |
| 白石面 | 防城里、梧山里、弘竹里、蓮谷里、加業里、福池里、基山里 一部                                              | 楊州市 白石邑     | 防城里、梧山里、弘竹里、蓮谷里、加業里、福池里、基山里                                        |
| 白石面 | 靈場里、基山里 一部                                                                                      | 坡州市 廣灘面     | 靈場里、基山里                                                                                |
| 長興面 | 鬱垈里、釜谷里、日迎里、三下里、三上里、橋峴里、石峴里                                                   | 楊州市 長興面     | 鬱垈里、釜谷里、日迎里、三下里、三上里、橋峴里、石峴里                                        |
| 州內面 | 維楊里、南坊里、於屯里、山北里、麻田里、廣沙里、晩松里、古邑里、三崇里                                   | 楊州市            | 維楊洞、南坊洞、於屯洞、山北洞、麻田洞、廣沙洞、晩松洞、古邑洞、三崇洞                        |
| 檜泉面 | 悔亭里、德溪里、古巖里、檜巖里、栗亭里、玉井里、德亭里、鳳陽里                                           | 楊州市            | 悔亭洞、德溪洞、古巖洞、檜巖洞、栗亭洞、玉井洞、德亭洞、鳳陽洞                                |
| 柴芚面 | 自逸里、金梧里、佳陵里、直洞里、綠楊里、洛陽里、民樂里、虎院洞、議政府里、龍峴里、新谷里、東梧里、長巖里 | 議政府市          | 自逸洞、金梧洞, 佳陵洞 一部、綠楊洞、洛陽洞、民樂洞、虎院洞、議政府洞, 龍峴洞, 新谷洞、長巖洞 |
| 別內面 | 山谷里、高山里                                                                                           | 議政府市          | 山谷洞、高山洞                                                                                |
| 別內面 | 青鶴里、龍巖里、廣田里                                                                                   | 南楊州市 別內面   | 青鶴里、龍巖里、廣田里                                                                        |
| 別內面 | 德松里、花蝶里                                                                                           | 南楊州市          | 別內面                                                                                        |
| 別內面 | 退溪院里                                                                                                 | 南楊州市 退溪院邑 | 退溪院里                                                                                      |
| 真乾面 | 松陵里、龍井里、思陵里、新月里、真官里、培養里 一部                                                      | 南楊州市 真乾邑   | 松陵里、龍井里、思陵里、新月里、真官里、培養里 一部                                           |
| 真乾面 | 八賢里、梧南里、陽地里                                                                                   | 南楊州市 梧南邑   | 八賢里、梧南里、陽地里                                                                        |
| 榛接面 | 榛伐里、八夜里、金谷里、富坪里、蓮坪里、長峴里、內閣里、內谷里                                           | 南楊州市 榛接邑   | 榛伐里、八夜里、金谷里、富坪里、蓮坪里、長峴里、內閣里、內谷里                                |
| 榛接面 | 水山里                                                                                                   | 南楊州市 水洞面   | 水山里                                                                                        |
| 和道面 | 雲水里、松川里、芝屯里                                                                                   | 南楊州市 水洞面   | 雲水里、松川里、芝屯里                                                                        |
| 和道面 | 墨峴里、鹿村里、倉峴里、車山里、磨石隅里、琴南里、嘉谷里、九巖里、沓內里、月山里                         | 南楊州市 和道邑   | 墨峴里、鹿村里、倉峴里、車山里、磨石隅里、琴南里、嘉谷里、九巖里、沓內里、月山里              |
| 瓦阜面 | 陵內里、鳥安里、鎮中里、松村里、三峯里、時雨里                                                           | 南楊州市 鳥安面   | 陵內里、鳥安里、鎮中里、松村里、三峯里、時雨里                                                |
| 瓦阜面 | 栗石里、德沼里、陶谷里、月文里、八堂里                                                                   | 南楊州市 瓦阜邑   | 栗石里、德沼里、陶谷里、月文里、八堂里                                                        |
| 渼金面 | 陶農里·芝錦里·佳雲里、壽石里、一牌里、二牌里、三牌里、金谷里、坪內里、好坪里                             | 南楊州市          | 陶農洞·芝錦洞·茶山洞、壽石洞、一牌洞、二牌洞、三牌洞、金谷洞、坪內洞、好坪洞                  |
| 九里面 | 仁倉里、四老里、校門里、水澤里、土坪里、峨川里、葛梅里                                                   | 九里市            | 仁倉洞、四老洞、校門洞、水澤洞、土坪洞、峨川洞、葛梅洞                                        |
| 九里面 | 默洞里、中河里、上鳳里、新內里、忘憂里                                                                   | 首爾 中浪區       | 墨洞、中和洞、上鳳洞、新內洞、忘憂洞                                                          |
| 蘆海面 | 月溪里、孔陵里、下溪里、中溪里、上溪里                                                                   | 首爾 蘆原區       | 月溪洞、孔陵洞、下溪洞、中溪洞、上溪洞                                                        |
| 蘆海面 | 道峰里、放鶴里、雙門里、倉里                                                                             | 首爾 道峰區       | 道峰洞、放鶴洞、雙門洞、倉洞                                                                  |

## 資料來源
1. ↑  越智唯七. . 1917-04-25 （日语）.